# پدیده کی
پدیده کِی (به انگلیسی: Kaye effect)، پدیده‌ای مهم در فیزیک است که توسط مهندس انگلیسی‌تبار آلن کی و در سال ۱۹۶۳ میلادی، کشف و بررسی شد.

## پدیده
در این پدیده که برای مایعات با وُشکسانی بالا (مانند شامپو) اتفاق می‌افتد هنگام فررویختن یک باریکه از توده‌ای بر سطح جمع می‌شود اما اصل مسئله اینجاست که از این توده بسیار کوچک باریکه‌هایی به سمت بیرون فوران می‌کند این اتفاق حدود ۳۰۰ میلی ثانیه طول می‌کشد.

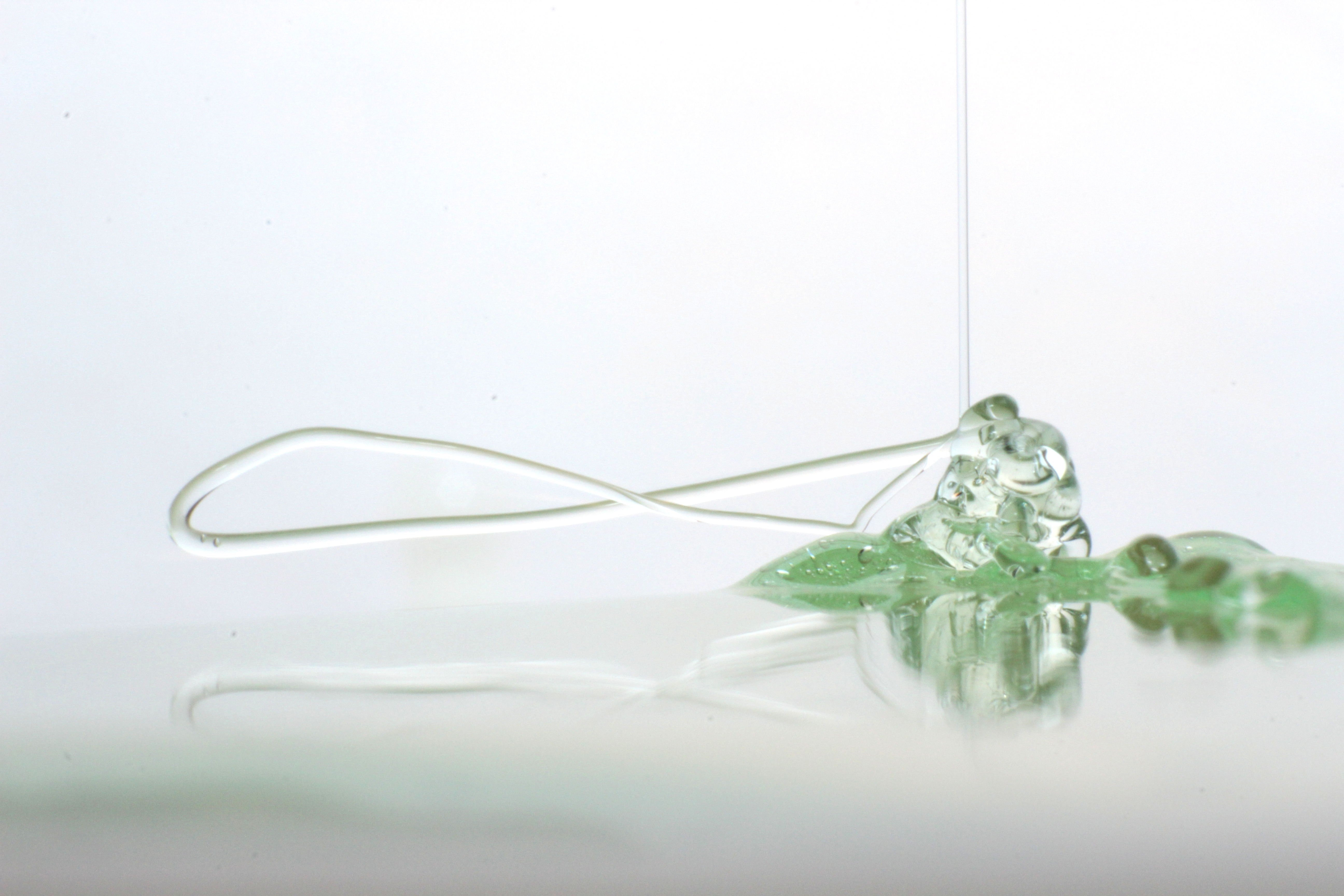
فروریختن شامپو، جریانی‌است که «پدیده کِی» را نشان می‌دهد.